# プリテンダーズ ふたりの映画ができるまで
『プリテンダーズ ふたりの映画ができるまで』（原題:The Pretenders）は2018年に公開されたアメリカ合衆国のドラマ映画である。監督はジェームズ・フランコ、主演はジャック・キルマーが務めた。
なお、本作は「未体験ゾーンの映画たち2020」で上映されたが、その際には『ふたりの映画ができるまで』という邦題が使用された。

## 概略
映画監督になることを夢見る学生、テリーはたまたま知り合った女優（キャサリン）のミステリアスな魅力にすっかり魅了された。以来、テリーの恋心は10年以上にもわたって燃え続けることになったが、その過程で親友のフィルをも巻き込んだ三角関係が成立してしまう。

## キャスト
- テリー：ジャック・キルマー
- キャサリン：ジェーン・レヴィ
- フィル：シャメイク・ムーア
- ダグ：タイラー・アルヴァレス
- ヘンリー：ブライアン・コックス
- ジョー：デニス・クエイド
- ヴィクトリア：ジュノー・テンプル
- マクスウェル：ジェームズ・フランコ
- ミスター・スタニッシュ：ムスタファ・シャキール
- マデリーン：ダニエル・バージェス
- アントニ：アントニ・ポロウスキ
- キム：ジャクリーン・ホヌリック

## 製作
2016年11月17日、ジャック・キルマー、ジェーン・レヴィ、シャメイク・ムーア、ジュノー・テンプル、ブライアン・コックスがジェームズ・フランコ監督の新作映画に出演すると報じられた。同月、本作の主要撮影がニューヨーク州で始まった。

## 公開・マーケティング
2018年11月24日、本作はトリノ映画祭でプレミア上映された。2019年3月25日、クレオパトラ・エンターテインメントが本作の北米配給権を購入したとの報道があった。8月22日、本作のオフィシャル・トレイラーが公開された。

## 評価
本作は批評家から酷評されている。映画批評集積サイトのRotten Tomatoesには10件のレビューがあり、批評家支持率は20%、平均点は10点満点で4.3点となっている。また、Metacriticには5件のレビューがあり、加重平均値は14/100となっている。
『ハリウッド・レポーター』のジョーダン・ミンツァーは「演技はぎこちなく、脚本は粗雑である。『プリテンダーズ ふたりの映画ができるまで』はどうしようもない作品である。ゴダールやトリュフォー、ベルトルッチへのオマージュが唯一の魅力だろうが、それすら鼻につく」と評している。